# Hieracium tabergense
Hieracium tabergense là một loài thực vật có hoa trong họ Cúc. Loài này được (Dahlst.) Üksip mô tả khoa học đầu tiên.